# SK Líšeň
El SK Artis Brno es un equipo de fútbol de la República Checa que juega en la Druhá liga, la segunda división de fútbol en el país.

## Historia
Fue fundado en el año 1924 en la ciudad de Brno con el nombre SK Československý socialista Líšeň y han  cambiado de nombre en varias ocasiones:
- 1924 — SK Československý socialista Líšeň
- 1936 — SK Líšeň
- 1948 — ZKL Líšeň
- 1951 — Spartak ZPS Líšeň
- 1958 — Spartak Líšeň
- 1990 — SK Líšeň
- 2020 — SK Líšeň 2019
- 2025 — SK Artis Brno

Sus primeros años los pasaron en las divisiones regionales de Olomouc hasta que en 1948 juegan por primera vez en la MSFL, donde estuvieron por cuatro temporadas hasta descender a las divisiones regionales. En 1954 regresan a la tercera división para descender tras una temporada.
Pasaron 57 años para que el club jugara nuevamente en la MSFL, logrando ser campeones de la liga en la temporada 2018/19 y consiguiendo el ascenso a la Druhá liga por primera vez.

## Palmarés
- MSFL: 1

2018/19
- Prebor Jihomoravského kraje: 1

2005/06
- I. A třída Jihomoravského kraje: 1

2003/04
- I. B třída Jihomoravského kraje: 4

1940/41, 1945/46, 1953, 2001/02